# Udinese Calcio 2019-2020
Questa voce raccoglie le informazioni riguardanti l'Udinese Calcio nelle competizioni ufficiali della stagione 2019-2020.

## Stagione
La stagione 2019-2020 parte con il confermato Igor Tudor in panchina, il quale tuttavia, causa un avvio negativo in campionato, dall'11ª giornata viene sostituito dal suo vice Luca Gotti. Nominato inizialmente ad interim, Gotti raccoglie una serie di risultati positivi che convincono la società a confermarlo in panchina per il resto della stagione. Una stagione caratterizzata dalla pandemia Covid, che ne ha causato la sospensione del torneo in primavera dal 10 marzo, ripreso il 20 giugno e portato a termine il 2 agosto. L'Udinese ha raccolto 45 punti con il tredicesimo posto finale. Giunto in doppia cifra con 10 reti Kevin Lasagna è risultato il miglior finalizzatore dei bianconeri. Nella Coppa Italia la squadra friulana entra in scena nel terzo turno superando (3-1) gli altoatesini del Sudtirol, nel quarto turno supera (4-0) il Bologna, negli ottavi incrocia la Juventus che all'Allianz Stadium si impone (4-0).

## Divise e sponsor

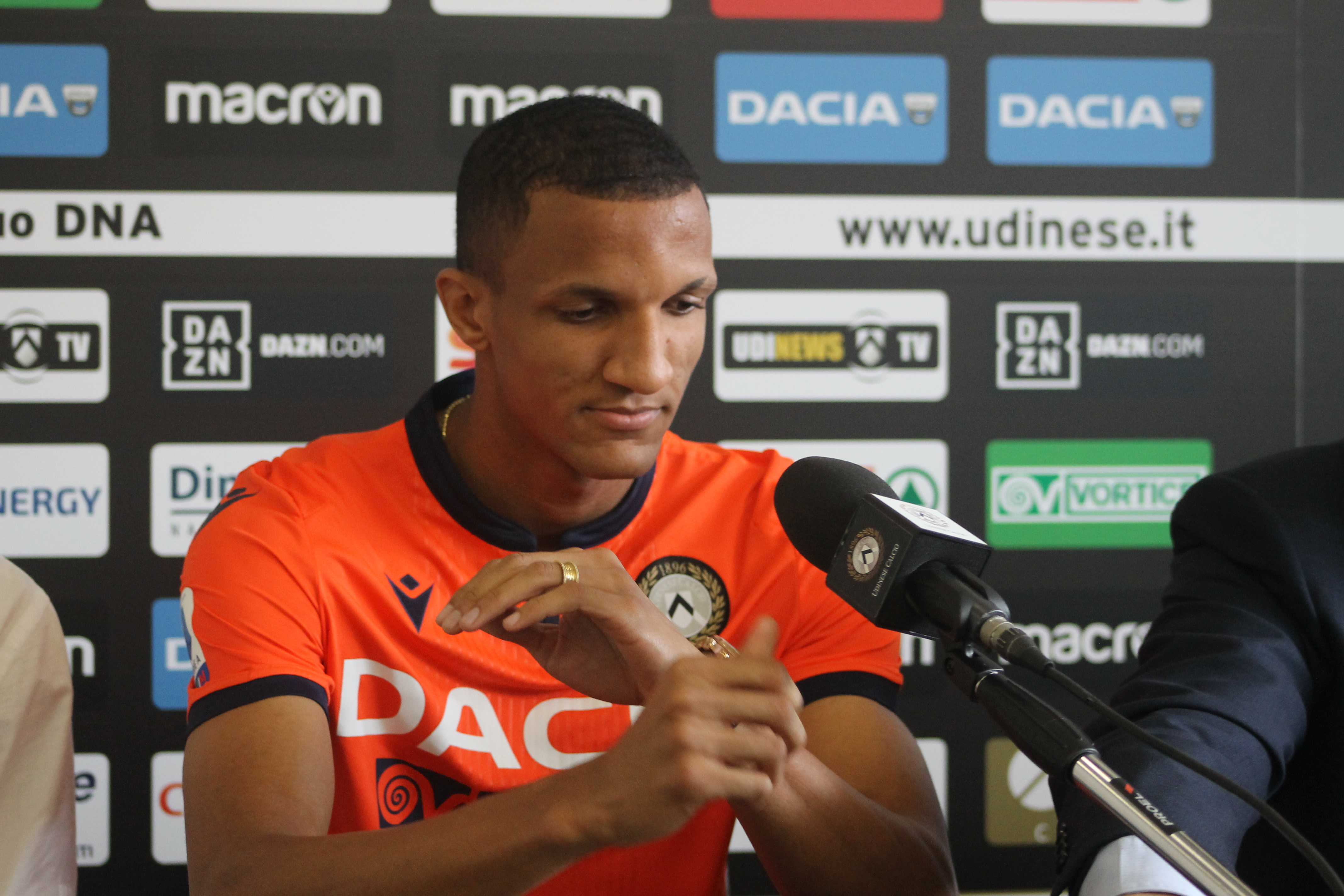
Il neoaquisto Rodrigo Becão con la maglia da trasferta.

Nella stagione 2019-2020, per la seconda volta consecutiva, il fornitore ufficiale è Macron.
Gli sponsor ufficiali sono Dacia (main sponsor), Vortice (co-sponsor) e Bluenergy (nel retro maglia sotto la numerazione).
| Casa | Trasferta | Terza divisa |

## Rosa
Rosa e numerazione sono aggiornate al 28 gennaio 2020.
| N. |                                 | Ruolo | Calciatore               |
| -- | ------------------------------- | ----- | ------------------------ |
| 1  | Argentina (bandiera)            | P     | Juan Musso               |
| 2  | Cile (bandiera)                 | D     | Francisco Sierralta      |
| 3  | Brasile (bandiera)              | D     | Samir                    |
| 4  | Ghana (bandiera)                | D     | Nicholas Opoku           |
| 4  | Austria (bandiera)              | D     | Sebastian Prödl          |
| 5  | Nigeria (bandiera)              | D     | William Troost-Ekong     |
| 6  | Costa d'Avorio (bandiera)       | C     | Seko Fofana              |
| 7  | Italia (bandiera)               | A     | Stefano Okaka            |
| 8  | Bosnia ed Erzegovina (bandiera) | C     | Mato Jajalo              |
| 10 | Argentina (bandiera)            | C     | Rodrigo de Paul          |
| 11 | Brasile (bandiera)              | C     | Walace                   |
| 12 | Svezia (bandiera)               | C     | Ken Sema                 |
| 15 | Italia (bandiera)               | A     | Kevin Lasagna (capitano) |
| 17 | Paesi Bassi (bandiera)          | D     | Bram Nuytinck            |

| N. |                               | Ruolo | Calciatore          |
| -- | ----------------------------- | ----- | ------------------- |
| 18 | Paesi Bassi (bandiera)        | D     | Hidde ter Avest     |
| 19 | Danimarca (bandiera)          | D     | Jens Stryger Larsen |
| 23 | Argentina (bandiera)          | A     | Ignacio Pussetto    |
| 27 | Italia (bandiera)             | P     | Samuele Perisan     |
| 30 | Macedonia del Nord (bandiera) | A     | Ilija Nestorovski   |
| 38 | Italia (bandiera)             | C     | Rolando Mandragora  |
| 40 | Italia (bandiera)             | P     | Manuel Gasparini    |
| 50 | Brasile (bandiera)            | D     | Rodrigo Becão       |
| 66 | Italia (bandiera)             | A     | Mattia Compagnon    |
| 77 | Paesi Bassi (bandiera)        | C     | Marvin Zeegelaar    |
| 87 | Francia (bandiera)            | D     | Sebastien De Maio   |
| 88 | Brasile (bandiera)            | P     | Nicolas             |
| 91 | Polonia (bandiera)            | A     | Łukasz Teodorczyk   |

## Calciomercato

### Sessione estiva(dal 1º luglio al 2 settembre)
| Acquisti         | Acquisti            | Acquisti        | Acquisti                |
| R.               | Nome                | da              | Modalità                |
| ---------------- | ------------------- | --------------- | ----------------------- |
| P                | Nicolas             | Verona          | riscatto del cartellino |
| P                | Simone Scuffet      | Kasımpaşa       | fine prestito           |
| D                | Gabriele Angella    | Charleroi       | fine prestito           |
| D                | Rodrigo Becão       | Bahia           | definitivo              |
| D                | Sebastien De Maio   | Bologna         | riscatto del cartellino |
| D                | Giuseppe Pezzella   | Genoa           | fine prestito           |
| D                | Francisco Sierralta | Parma           | fine prestito           |
| C                | Andrija Balić       | Fortuna Sittard | fine prestito           |
| C                | Mamadou Coulibaly   | Carpi           | fine prestito           |
| C                | Mato Jajalo         | Palermo         | definitivo              |
| C                | Ken Sema            | Watford         | prestito                |
| A                | Cristo González     | Real Madrid     | definitivo              |
| A                | Darwin Machís       | Granada         | definitivo              |
| A                | Aly Mallé           | Grasshoppers    | fine prestito           |
| A                | Ryder Matos         | Verona          | fine prestito           |
| A                | Ilija Nestorovski   | Palermo         | svincolato              |
| A                | Stefano Okaka       | Watford         | definitivo              |
| A                | Stipe Perica        | Kasımpaşa       | fine prestito           |
| Altre operazioni |                     |                 |                         |
| R.               | Nome                | da              | Modalità                |
| P                | Samuele Perisan     | Padova          | fine prestito           |

| Cessioni         | Cessioni               | Cessioni       | Cessioni                                         |
| R.               | Nome                   | a              | Modalità                                         |
| ---------------- | ---------------------- | -------------- | ------------------------------------------------ |
| P                | Simone Scuffet         | Spezia         | prestito con diritto di riscatto                 |
| D                | Gabriele Angella       | Perugia        | definitivo                                       |
| D                | Giuseppe Pezzella      | Parma          | prestito con obbligo di riscatto (6,5 milioni €) |
| D                | Ben Wilmot             | Watford        | fine prestito                                    |
| D                | Marvin Zeegelaar       | Watford        | fine prestito                                    |
| C                | Emmanuel Agyemang-Badu | Verona         | prestito oneroso con obbligo di riscatto         |
| C                | Andrija Balić          | Perugia        | prestito                                         |
| C                | Valon Behrami          | Sion           | definitivo                                       |
| C                | Mamadou Coulibaly      | Virtus Entella | prestito                                         |
| C                | Marco D'Alessandro     | Atalanta       | fine prestito                                    |
| C                | Svante Ingelsson       | Pescara        | prestito                                         |
| C                | Sandro                 | Genoa          | fine prestito                                    |
| A                | Aly Mallé              | Balıkesirspor  | prestito                                         |
| A                | Stefano Okaka          | Watford        | fine prestito                                    |
| A                | Darwin Machís          | Granada        | definitivo (3,5 milioni di €)                    |
| A                | Ryder Matos            | Lucerna        | prestito con diritto di riscatto                 |
| A                | Petar Mićin            | Čukarički      | prestito                                         |
| A                | Stipe Perica           | R.E. Mouscron  | prestito                                         |
| Altre operazioni |                        |                |                                                  |
| R.               | Nome                   | a              | Modalità                                         |
| A                | Milos Bocic            | Pescara        | definitivo                                       |

### Sessione invernale(dal 2 gennaio al 31 gennaio)
| Acquisti | Acquisti          | Acquisti       | Acquisti      |
| R.       | Nome              | da             | Modalità      |
| -------- | ----------------- | -------------- | ------------- |
| D        | Marvin Zeegelaar  | Watford        | definitivo    |
| C        | Mamadou Coulibaly | Virtus Entella | fine prestito |
| C        | Svante Ingelsson  | Pescara        | fine prestito |

| Cessioni | Cessioni            | Cessioni       | Cessioni   |
| R.       | Nome                | a              | Modalità   |
| -------- | ------------------- | -------------- | ---------- |
| D        | Nicholas Opoku      | Amiens         | prestito   |
| D        | Francisco Sierralta | Empoli         | prestito   |
| C        | Antonín Barák       | Lecce          | prestito   |
| C        | Mamadou Coulibaly   | Trapani        | prestito   |
| C        | Svante Ingelsson    | Kalmar         | prestito   |
| C        | Ignacio Pussetto    | Watford        | definitivo |
| A        | Ewandro Costa       | Sport Recife   | prestito   |
| A        | Felipe Vizeu        | Achmat Groznyj | prestito   |

### Trasferimenti dopo la sessione invernale
| Acquisti | Acquisti        | Acquisti | Acquisti   |
| R.       | Nome            | da       | Modalità   |
| -------- | --------------- | -------- | ---------- |
| D        | Sebastian Prödl | Watford  | svincolato |

| Cessioni | Cessioni | Cessioni | Cessioni |
| R.       | Nome     | a        | Modalità |
| -------- | -------- | -------- | -------- |

## Risultati

### Serie A

#### Girone di andata
| Arbitro: | Pasqua (Tivoli) |

|           |           |  |
| Becão 72’ | Marcatori |  |

| Arbitro: | Piccinini (Forlì) |

|             |           |                                       |
| Lasagna 17’ | Marcatori | 43’ Gervinho 59’ Gagliolo 75’ Inglese |

| Arbitro: | Mariani (Aprilia) |

|           |           |  |
| Sensi 44’ | Marcatori |  |

| Arbitro: | Valeri (Roma) |

|  |           |            |
|  | Marcatori | 57’ Rômulo |

| Verona 24 settembre 2019, ore 19:00 CEST 5ª giornata | Verona          | 0 – 0 referto | Udinese | Stadio Marcantonio Bentegodi (13 740 spett.)\| Arbitro: \| Chiffi (Padova) \| |
| Arbitro:                                             | Chiffi (Padova) |               |         |                                                                               |

| Arbitro: | Giua (Olbia) |

|           |           |  |
| Okaka 27’ | Marcatori |  |

| Arbitro: | Prontera (Bologna) |

|                |           |  |
| Milenković 72’ | Marcatori |  |

| Arbitro: | Abisso (Palermo) |

|           |           |  |
| Okaka 42’ | Marcatori |  |

| Arbitro: | Maresca (Napoli) |

|                             |           |           |
| Iličić 21’, 43’ Pašalić 52’ | Marcatori | Okaka 12’ |

| Arbitro: | Irrati (Pistoia) |

|  |           |                                                          |
|  | Marcatori | 14’ Zaniolo 51’ Smalling 54’ Kluivert 66’ (rig.) Kolarov |

| Arbitro: | Pasqua (Tivoli) |

|            |           |                                    |
| Pandev 22’ | Marcatori | 32’ De Paul 87’ Sema 90+2’ Lasagna |

| Udine 10 novembre 2019, ore 15:00 CET 12ª giornata | Udinese         | 0 – 0 referto | SPAL | Dacia Arena (21621 spett.)\| Arbitro: \| Massa (Imperia) \| |
| Arbitro:                                           | Massa (Imperia) |               |      |                                                             |

| Arbitro: | Pairetto (Nichelino) |

|                                     |           |                 |
| Gabbiadini 45+6’ Ramirez 74’ (rig.) | Marcatori | 29’ Nestorovski |

| Arbitro: | Di Bello (Brindisi) |

|                                                   |           |  |
| Immobile 9’, 36’ (rig.) Luis Alberto 45+1’ (rig.) | Marcatori |  |

| Arbitro: | Mariani (Aprilia) |

|             |           |               |
| Lasagna 32’ | Marcatori | 69’ Zieliński |

| Arbitro: | Pasqua (Tivoli) |

|                                |           |                |
| C. Ronaldo 9’, 37’ Bonucci 45’ | Marcatori | 90+4’ Pussetto |

| Arbitro: | Piccinini (Forlì) |

|                        |           |                |
| De Paul 39’ Fofana 85’ | Marcatori | 84’ João Pedro |

| Arbitro: | Giua (Olbia) |

|  |           |             |
|  | Marcatori | 88’ De Paul |

| Arbitro: | Volpi (Arezzo) |

|                                  |           |  |
| Okaka 14’ Sema 68’ De Paul 90+1’ | Marcatori |  |

#### Girone di ritorno
| Arbitro: | Pairetto (Nichelino) |

|                                |           |                       |
| Rebić 48’, 90+3’ Hernández 72’ | Marcatori | 6’ Larsen 85’ Lasagna |

| Arbitro: | Sozza (Seregno) |

|                             |           |  |
| Gagliolo 19’ Kulusevski 34’ | Marcatori |  |

| Arbitro: | Di Bello (Brindisi) |

|  |           |                        |
|  | Marcatori | 64’, 71’ (rig.) Lukaku |

| Arbitro: | Piccinini (Forlì) |

|            |           |               |
| Bisoli 81’ | Marcatori | 90+3’ De Paul |

| Udine 16 febbraio 2020, ore 12:30 CET 24ª giornata | Udinese               | 0 – 0 referto | Verona | Dacia Arena (22 308 spett.)\| Arbitro: \| Abbattista (Molfetta) \| |
| Arbitro:                                           | Abbattista (Molfetta) |               |        |                                                                    |

| Arbitro: | Pasqua (Tivoli) |

|               |           |           |
| Palacio 90+1’ | Marcatori | 33’ Okaka |

| Udine 8 marzo 2020, ore 18:00 CET 26ª giornata | Udinese          | 0 – 0 referto | Fiorentina | Dacia Arena (0 spett.)\| Arbitro: \| Fabbri (Ravenna) \| |
| Arbitro:                                       | Fabbri (Ravenna) |               |            |                                                          |

| Arbitro: | Maresca (Napoli) |

|             |           |  |
| Belotti 16’ | Marcatori |  |

| Arbitro: | Di Bello (Brindisi) |

|                  |           |                              |
| Lasagna 31’, 87’ | Marcatori | 9’ D. Zapata 71’, 79’ Muriel |

| Arbitro: | Guida (Torre Annunziata) |

|  |           |                             |
|  | Marcatori | 12’ Lasagna 78’ Nestorovski |

| Arbitro: | Orsato (Schio) |

|                        |           |                            |
| Fofana 44’ Lasagna 73’ | Marcatori | 81’ Pandev 90+7’ Pinamonti |

| Arbitro: | Chiffi (Padova) |

|  |           |                                   |
|  | Marcatori | 18’ De Paul 35’ Okaka 81’ Lasagna |

| Arbitro: | Valeri (Roma) |

|             |           |                                                   |
| Lasagna 37’ | Marcatori | 45+1’ Quagliarella 84’ Bonazzoli 60+4’ Gabbiadini |

| Udine 15 luglio 2020, ore 21:45 CEST 33ª giornata | Udinese          | 0 – 0 | Lazio | Dacia Arena (0 spett.)\| Arbitro: \| Abisso (Palermo) \| |
| Arbitro:                                          | Abisso (Palermo) |       |       |                                                          |

| Arbitro: | Chiffi (Padova) |

|                          |           |             |
| Milik 31’ Politano 90+5’ | Marcatori | 22’ De Paul |

| Arbitro: | Irrati (Pistoia) |

|                              |           |             |
| Nestorovski 52’ Fofana 90+1’ | Marcatori | 42’ De Ligt |

| Arbitro: | Pasqua (Tivoli) |

|  |           |          |
|  | Marcatori | 2’ Okaka |

| Arbitro: | Orsato (Schio) |

|           |           |                                      |
| Samir 36’ | Marcatori | 40’ (rig.) Mar. Mancosu 81’ Lapadula |

| Arbitro: | Amabile (Vicenza) |

|  |           |           |
|  | Marcatori | 53’ Okaka |

### Coppa Italia

#### Turni eliminatori
| Arbitro: | Aureliano (Bologna) |

|                                 |           |                 |
| Lasagna 49’ Mandragora 70’, 89’ | Marcatori | 66’ T. Morosini |

| Arbitro: | Piccinini (Forlì) |

|                                                    |           |  |
| Barák 24’ De Maio 42’ Mandragora 77’ Lasagna 90+2’ | Marcatori |  |

| Arbitro: | Aureliano (Bologna) |

|                                                             |           |  |
| Higuaín 16’ Dybala 26’ (rig.), 58’ Douglas Costa 61’ (rig.) | Marcatori |  |

## Statistiche

### Statistiche di squadra
Statistiche aggiornate al 2 agosto 2020.
| Competizione | Punti | In casa | In casa | In casa | In casa | In casa | In casa | In trasferta | In trasferta | In trasferta | In trasferta | In trasferta | In trasferta | Totale | Totale | Totale | Totale | Totale | Totale | DR  |
| Competizione | Punti | G       | V       | N       | P       | Gf      | Gs      | G            | V            | N            | P            | Gf           | Gs           | G      | V      | N      | P      | Gf     | Gs     | DR  |
| ------------ | ----- | ------- | ------- | ------- | ------- | ------- | ------- | ------------ | ------------ | ------------ | ------------ | ------------ | ------------ | ------ | ------ | ------ | ------ | ------ | ------ | --- |
| Serie A      | 45    | 19      | 6       | 6       | 7       | 18      | 23      | 19           | 6            | 3            | 10           | 19           | 28           | 38     | 12     | 9      | 17     | 37     | 51     | -14 |
| Coppa Italia |       | 2       | 2       | 0       | 0       | 7       | 1       | 0            | 0            | 0            | 0            | 0            | 0            | 3      | 2      | 0      | 1      | 7      | 4      | +3  |
| Totale       | 45    | 21      | 8       | 6       | 7       | 25      | 24      | 19           | 6            | 3            | 10           | 19           | 28           | 41     | 14     | 9      | 18     | 44     | 55     | -11 |

### Andamento in campionato
| Giornata  | 1 | 2  | 3  | 4  | 5  | 6  | 7  | 8  | 9  | 10 | 11 | 12 | 13 | 14 | 15 | 16 | 17 | 18 | 19 | 20 | 21 | 22 | 23 | 24 | 25 | 26 | 27 | 28 | 29 | 30 | 31 | 32 | 33 | 34 | 35 | 36 | 37 | 38 |
| --------- | - | -- | -- | -- | -- | -- | -- | -- | -- | -- | -- | -- | -- | -- | -- | -- | -- | -- | -- | -- | -- | -- | -- | -- | -- | -- | -- | -- | -- | -- | -- | -- | -- | -- | -- | -- | -- | -- |
| Luogo     | C | C  | T  | C  | T  | C  | T  | C  | T  | C  | T  | C  | T  | T  | C  | T  | C  | T  | C  | T  | T  | C  | T  | C  | T  | C  | T  | C  | T  | C  | T  | C  | C  | T  | C  | T  | C  | T  |
| Risultato | V | P  | P  | P  | N  | V  | P  | V  | P  | P  | V  | N  | P  | P  | N  | P  | V  | V  | V  | P  | P  | P  | N  | N  | N  | N  | P  | P  | V  | N  | V  | P  | N  | P  | V  | V  | P  | V  |
| Posizione | 8 | 14 | 17 | 16 | 18 | 12 | 14 | 11 | 12 | 14 | 12 | 12 | 13 | 16 | 16 | 16 | 14 | 13 | 12 | 14 | 14 | 15 | 15 | 15 | 15 | 14 | 15 | 15 | 15 | 15 | 14 | 14 | 16 | 16 | 14 | 14 | 14 | 13 |

Fonte:  Serie A – Classifiche, su sport.sky.it, Sky Sport. URL consultato il 25 luglio 2019 (archiviato dall'url originale l'11 settembre 2014).
Legenda:

Luogo: C = Casa; T = Trasferta. Risultato: V = Vittoria; N = Pareggio; P = Sconfitta.

### Statistiche dei giocatori
Sono in corsivo i calciatori che hanno lasciato la società a stagione in corso.
| Giocatore         | Serie A  | Serie A | Serie A     | Serie A    | Coppa Italia | Coppa Italia | Coppa Italia | Coppa Italia | Totale   | Totale | Totale      | Totale     |
| Giocatore         | Presenze | Reti    | Ammonizioni | Espulsioni | Presenze     | Reti         | Ammonizioni  | Espulsioni   | Presenze | Reti   | Ammonizioni | Espulsioni |
| ----------------- | -------- | ------- | ----------- | ---------- | ------------ | ------------ | ------------ | ------------ | -------- | ------ | ----------- | ---------- |
| R. Becão          | 29       | 1       | 8           | 0          | 1            | 0            | 0            | 0            | 30       | 1      | 8           | 0          |
| S. De Maio        | 21       | 0       | 1           | 0          | 2            | 1            | 1            | 0            | 23       | 1      | 2           | 0          |
| R. de Paul        | 34       | 7       | 5           | 1          | 1            | 0            | 0            | 0            | 35       | 7      | 5           | 1          |
| S. Fofana         | 32       | 3       | 4           | 0          | 3            | 0            | 0            | 0            | 35       | 3      | 4           | 0          |
| M. Gasparini      | -        | -       | -           | -          | -            | -            | -            | -            | -        | -      | -           | -          |
| M. Jajalo         | 26       | 0       | 8           | 1          | 2            | 0            | 0            | 0            | 28       | 0      | 8           | 1          |
| K. Lasagna        | 36       | 10      | 1           | 0          | 3            | 2            | 0            | 0            | 39       | 12     | 1           | 0          |
| R. Mandragora     | 26       | 0       | 2           | 0          | 2            | 3            | 0            | 0            | 28       | 3      | 2           | 0          |
| J. Musso          | 38       | -51     | 1           | 0          | 1            | -1           | 0            | 0            | 39       | -52    | 1           | 0          |
| Nicolas           | -        | -       | -           | -          | 2            | -4           | 0            | 0            | 2        | -4     | 0           | 0          |
| B. Nuytinck       | 26       | 0       | 2           | 0          | 2            | 0            | 1            | 0            | 28       | 0      | 3           | 0          |
| S. Okaka          | 33       | 8       | 10          | 0          | -            | -            | -            | -            | 33       | 8      | 10          | 0          |
| N. Opoku          | 7        | 0       | 3           | 1          | 3            | 0            | 0            | 0            | 10       | 0      | 3           | 1          |
| S. Perisan        | -        | -       | -           | -          | -            | -            | -            | -            | -        | -      | -           | -          |
| S. Prödl          | -        | -       | -           | -          | -            | -            | -            | -            | -        | -      | -           | -          |
| I. Pussetto       | 12       | 1       | 1           | 0          | 2            | 0            | 0            | 0            | 14       | 1      | 1           | 0          |
| Samir             | 21       | 1       | 3           | 0          | 1            | 0            | 0            | 0            | 22       | 1      | 3           | 0          |
| K. Sema           | 32       | 2       | 6           | 0          | 1            | 0            | 0            | 0            | 33       | 2      | 6           | 0          |
| J. Stryger Larsen | 33       | 1       | 5           | 0          | 3            | 0            | 1            | 0            | 36       | 1      | 6           | 0          |
| L. Teodorczyk     | 14       | 0       | 1           | 0          | 2            | 0            | 0            | 0            | 16       | 0      | 1           | 0          |
| H. ter Avest      | 20       | 0       | 1           | 0          | 2            | 0            | 0            | 0            | 22       | 0      | 1           | 0          |
| W. Troost-Ekong   | 30       | 0       | 5           | 0          | 1            | 0            | 0            | 0            | 31       | 0      | 5           | 0          |
| Walace            | 20       | 0       | 2           | 0          | 2            | 0            | 0            | 0            | 22       | 0      | 2           | 0          |
| M. Zeegelaar      | 13       | 0       | 3           | 0          | -            | -            | -            | -            | 13       | 0      | 3           | 0          |